# Polyplax bureschi
Polyplax bureschi är en insektsart som beskrevs av Touleshkov 1957. Polyplax bureschi ingår i släktet Polyplax och familjen ledlöss. Inga underarter finns listade i Catalogue of Life.